# Lillemer
Lillemer is een gemeente in het Franse departement Ille-et-Vilaine (regio Bretagne) en telt 224 inwoners (2004). De plaats maakt deel uit van het arrondissement Saint-Malo.

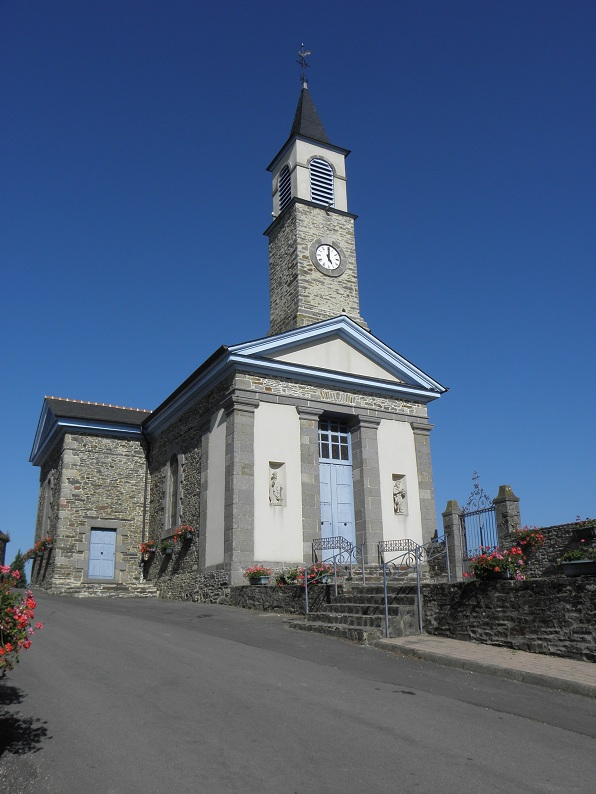
Kerk van St Éloi
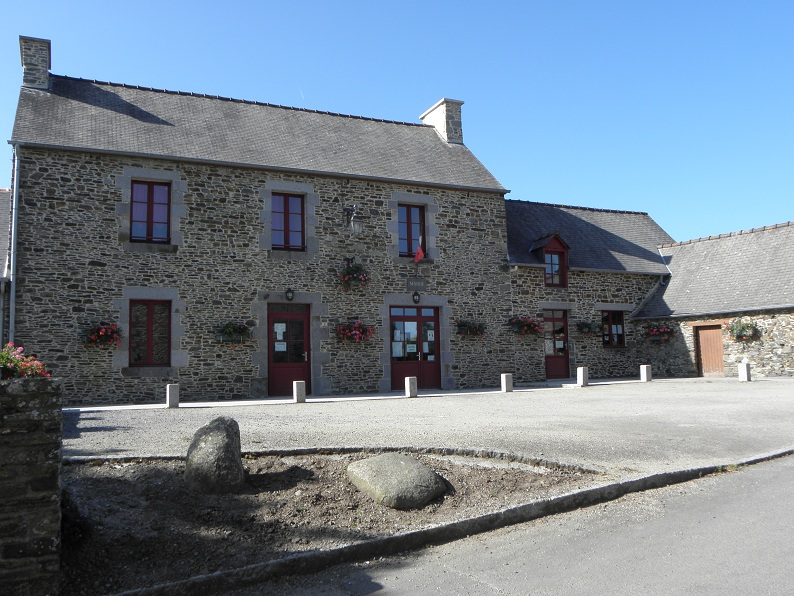
Gemeentehuis

## Geografie
De oppervlakte van Lillemer bedraagt 3,8 km², de bevolkingsdichtheid is 58,9 inwoners per km².
De onderstaande kaart toont de ligging van Lillemer met de belangrijkste infrastructuur en aangrenzende gemeenten.

## Demografie
Onderstaande figuur toont het verloop van het inwonertal (bron: INSEE-tellingen).

1. ↑  Populations de référence 2022.